# Salsipuedes, Veracruz
Salsipuedes är en ort i Mexiko.   Den ligger i kommunen Medellín och delstaten Veracruz, i den sydöstra delen av landet, 300 km öster om huvudstaden Mexico City. Salsipuedes ligger 18 meter över havet och antalet invånare är 122.
Terrängen runt Salsipuedes är mycket platt. Runt Salsipuedes är det ganska glesbefolkat, med 43 invånare per kvadratkilometer. Närmaste större samhälle är Las Amapolas, 19,4 km norr om Salsipuedes. Trakten runt Salsipuedes består till största delen av jordbruksmark.